# 姫路列車区
姫路列車区（ひめじれっしゃく）は、兵庫県姫路市にある西日本旅客鉄道（JR西日本）神戸支社の乗務員区所で、運転士・車掌が所属している。

## 乗務範囲

### 運転士
- JR神戸線・山陽本線：大阪駅 -  岡山駅間

- 赤穂線：相生駅 - 播州赤穂駅間

- 特急「スーパーはくと」：大阪駅 - 上郡駅間

- 特急「はまかぜ」：大阪駅 - 姫路駅間
- 通勤特急「らくラクはりま」：大阪駅 - 姫路駅間

### 車掌
- 東海道本線：大阪駅 - 神戸駅間

- 山陽本線：神戸駅 - 上郡駅間

- 赤穂線：相生駅 - 播州赤穂駅間

- 特急「はまかぜ」：大阪駅 - 浜坂駅間
- 通勤特急「らくラクはりま」：新大阪駅 - 姫路駅間

## 歴史
- 1944年（昭和19年）10月17日：神戸車掌区姫路支区から分離し、姫路車掌区になる[1]。
- 1990年（平成2年）3月10日：姫路車掌区と姫路運転区が統合し、姫路列車区が発足[2]。